# Homodes maraxaria
Homodes maraxaria är en fjärilsart som beskrevs av Walker 1860. Homodes maraxaria ingår i släktet Homodes och familjen nattflyn. Inga underarter finns listade i Catalogue of Life.